# Diocesi di Iquique
La diocesi di Iquique (in latino Dioecesis Iquiquensis) è una sede della Chiesa cattolica in Cile suffraganea dell'arcidiocesi di Antofagasta. Nel 2023 contava 210.685 battezzati su 396.697 abitanti. È retta dal vescovo Isauro Ulises Covili Linfati, O.F.M.

## Territorio
La diocesi comprende la regione di Tarapacá, nel Cile settentrionale.
Sede vescovile è la città di Iquique, dove si trova la cattedrale dell'Immacolata Concezione.
Il territorio si estende su 42.226 km² ed è suddiviso in 21 parrocchie, raggruppate in 5 decanati: Iquique Nord, Iquique Sud, Alto Hospicio, Pampa e Ande.

## Storia
Il vicariato apostolico di Tarapacá, regione conquistata dai cileni ai danni del Perù, fu eretto nel 1880, ricavandone il territorio dalla diocesi di Arequipa (oggi arcidiocesi).
Il 20 dicembre 1929 il vicariato apostolico si è ampliato incorporando un'altra porzione della diocesi di Arequipa ed è stato contestualmente elevato a diocesi con la bolla Ad gregem Dominicum di papa Pio XI, assumendo il nome attuale. Originariamente era suffraganea dell'arcidiocesi di La Serena.
Il 17 febbraio 1959 e il 21 luglio 1965 ha ceduto porzioni del suo territorio a vantaggio dell'erezione delle prelature territoriali di Arica (oggi diocesi di San Marcos de Arica) e di Calama (oggi diocesi di San Juan Bautista de Calama).
Il 5 giugno 1967 ha ceduto la regione di Quillagua alla diocesi di Antofagasta (oggi arcidiocesi).
Il 28 giugno 1967 è entrata a far parte della nuova provincia ecclesiastica di Antofagasta.

## Cronotassi dei vescovi
Si omettono i periodi di sede vacante non superiori ai 2 anni o non storicamente accertati.
- Camilo Ortúzar Montt † (aprile 1882 - 1887 dimesso)
- Plácido Labarca Olivares † (1887 - 26 giugno 1890 nominato vescovo di Concepción)
- Pedro María Vivanco Ortiz † (1890 - 1892 dimesso)
- Daniel Fuenzalida Santelices † (1892 - 1895 dimesso)
- Guillermo Juan Carter Gallo † (12 giugno 1895 - 30 agosto 1906 deceduto)
- Víctor Manuel Montero Carvallo, SS.CC. † (31 agosto 1906 - 2 gennaio 1907 dimesso)
- Martín Rucker Sotomayor † (2 gennaio 1907 - 1910 dimesso[2])
- José María Caro Rodríguez † (6 maggio 1911 - 14 dicembre 1925 nominato vescovo di La Serena)
- José Miguel Godoy Herrera † (15 dicembre 1925- 10 agosto 1926 dimesso)
- Carlos Labbé Márquez † (2 agosto 1926 - 30 giugno 1941 nominato vicario apostolico militare per il Cile[3])
- Pedro Aguilera Narbona † (15 settembre 1941 - 21 novembre 1966 dimesso[4])
- José del Carmen Valle Gallardo † (21 novembre 1966 - 9 luglio 1984 ritirato)
- Francisco Javier Prado Aránguiz, SS.CC. † (9 luglio 1984 - 28 aprile 1988 nominato vescovo ausiliare di Valparaíso)
- Enrique Troncoso Troncoso † (15 luglio 1989 - 28 maggio 2000 nominato vescovo di Melipilla)
- Juan de la Cruz Barros Madrid (21 novembre 2000 - 9 ottobre 2004 nominato ordinario militare per il Cile)
- Marco Antonio Órdenes Fernández (23 ottobre 2006 - 9 ottobre 2012 dimesso)[5]
- Guillermo Patricio Vera Soto (22 febbraio 2014 - 8 giugno 2021 nominato vescovo di Rancagua)
- Isauro Ulises Covili Linfati, O.F.M., dal 23 aprile 2022

## Statistiche
La diocesi nel 2023 su una popolazione di 396.697 persone contava 210.685 battezzati, corrispondenti al 53,1% del totale.
| anno | popolazione | popolazione | popolazione | presbiteri | presbiteri | presbiteri | presbiteri                | diaconi | religiosi | religiosi | parrocchie |
| anno | battezzati  | totale      | %           | numero     | secolari   | regolari   | battezzati per presbitero | diaconi | uomini    | donne     | parrocchie |
| ---- | ----------- | ----------- | ----------- | ---------- | ---------- | ---------- | ------------------------- | ------- | --------- | --------- | ---------- |
| 1949 | 110.000     | 115.000     | 95,7        | 36         | 8          | 28         | 3.055                     |         | 33        | 42        | 23         |
| 1966 | 71.958      | 75.482      | 95,3        | 27         | 6          | 21         | 2.665                     |         | 28        | 54        | 18         |
| 1970 | ?           | 92.000      | ?           | 31         | 9          | 22         | ?                         |         | 29        | 35        | 16         |
| 1976 | 90.000      | 100.000     | 90,0        | 19         | 7          | 12         | 4.736                     | 1       | 14        | 23        | 16         |
| 1980 | 88.457      | 107.875     | 82,0        | 18         | 7          | 11         | 4.914                     | 2       | 12        | 25        | 16         |
| 1990 | 126.758     | 158.448     | 80,0        | 26         | 10         | 16         | 4.875                     | 3       | 17        | 41        | 17         |
| 1999 | 150.760     | 188.450     | 80,0        | 31         | 14         | 17         | 4.863                     | 7       | 19        | 35        | 18         |
| 2000 | 157.283     | 196.604     | 80,0        | 32         | 14         | 18         | 4.915                     | 8       | 20        | 35        | 18         |
| 2001 | 160.484     | 200.605     | 80,0        | 32         | 14         | 18         | 5.015                     | 8       | 20        | 35        | 20         |
| 2002 | 192.000     | 240.000     | 80,0        | 34         | 13         | 21         | 5.647                     | 8       | 23        | 35        | 19         |
| 2003 | 190.400     | 238.000     | 80,0        | 33         | 13         | 20         | 5.769                     | 8       | 23        | 35        | 19         |
| 2004 | 124.447     | 238.000     | 52,3        | 31         | 13         | 18         | 4.014                     | 8       | 21        | 35        | 20         |
| 2006 | 124.447     | 238.000     | 52,3        | 29         | 11         | 18         | 4.291                     | 11      | 21        | 34        | 20         |
| 2013 | 174.000     | 254.600     | 68,3        | 30         | 11         | 19         | 5.800                     | 15      | 24        | 44        | 21         |
| 2016 | 178.892     | 336.769     | 53,1        | 35         | 12         | 23         | 5.111                     | 13      | 26        | 49        | 21         |
| 2019 | 177.300     | 333.760     | 53,1        | 42         | 14         | 28         | 4.221                     | 14      | 30        | 45        | 21         |
| 2021 | 195.926     | 368.906     | 53,1        | 35         | 17         | 18         | 5.597                     | 13      | 20        | 45        | 21         |
| 2023 | 210.685     | 396.697     | 53,1        | 35         | 16         | 19         | 6.019                     | 12      | 21        | 47        | 21         |